# Tauno Aints
Tauno Aints   (Tartu, 19 de juny de 1975) és un compositor, músic pop, director de música i professor estonià.

## Vida i treball
Tauno Aints es va graduar a la Universitat de Cultura de Viljandi el 1998. El 2004 va completar els seus estudis de composició amb Lepo Sumera i Helena Tulve a l'Acadèmia Estoniana de Música de Tallinn. Aints és membre de l'Associació Estoniana de Compositors («Eesti Heliloojate Liit») des del 2004.
Tauno Aints s'ha fet un nom a Estònia com a director de cor, professor de música i compositor. El 2008 va escriure l'oratori Time to love basat en un text de Leelo Tungal.
Del 2002 al 2007, Aints també va ser membre de la banda de pop estoniana Genialistid.

## Composicions de música clàssica (selecció)[2]
- Ukuaru valss (arranjament per a l'acordió, 2016)
- 3 pel·lícules (per a una veu, flauta, canó i violoncel, 2010)
- Justkui Kaja (per a piano, 2010)
- Üks vana lugu (per a orquestra de vent, 2009)
- Concert per a piano, violí i orquestra (2008)
- Suite (per a orquestra simfònica juvenil, 2008)
- 2film (per a orquestra simfònica i electrònica en directe, 2007)
- Fugue (per a orgue i conjunt vocal, 2000)
- Cànon (per a cor mixt, 1996)